# Ranger 22'

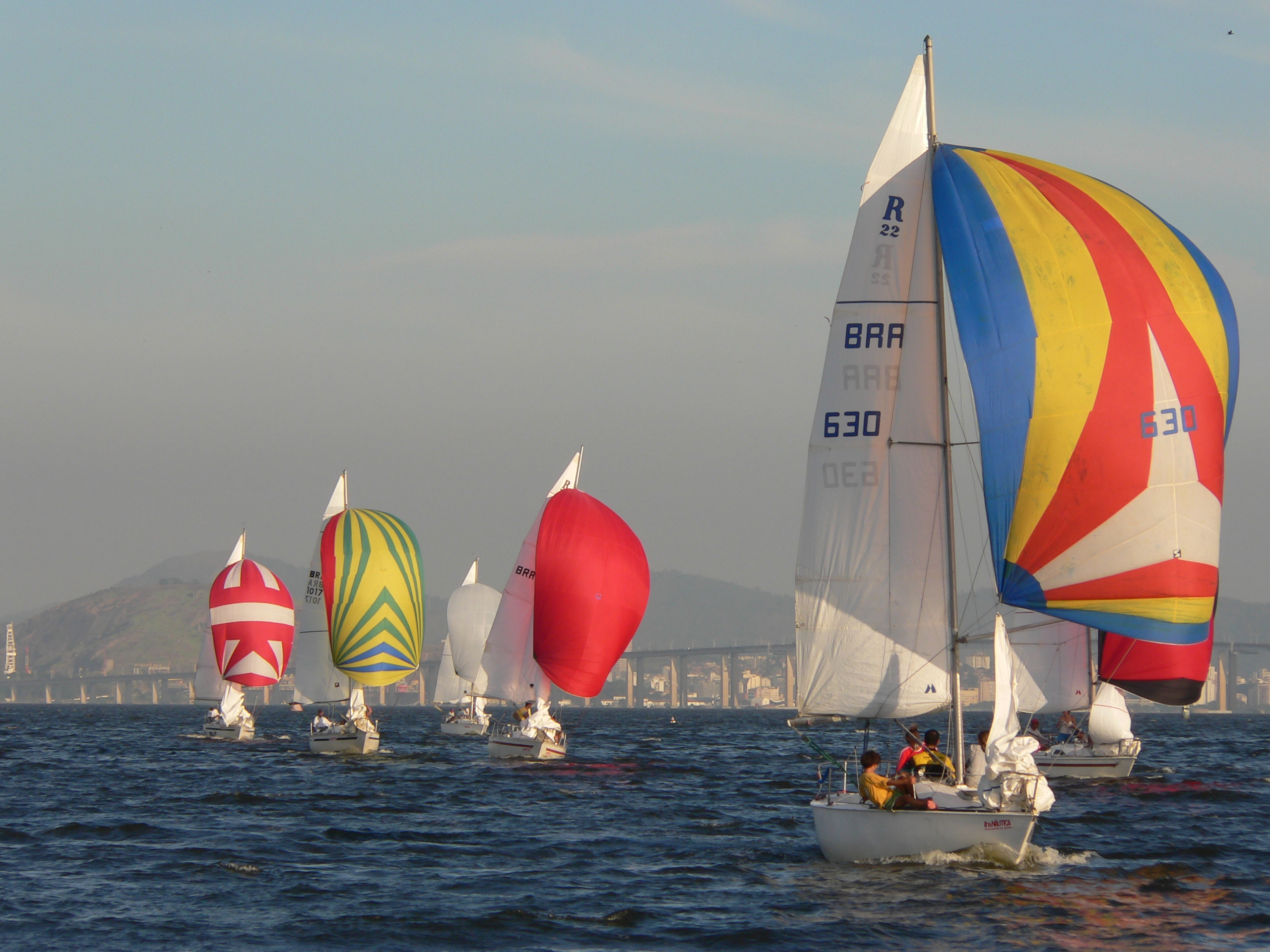
Rangers em regata no Rio de Janeiro

O Ranger 22' é um veleiro de regata e passeio, com 22 pés de comprimento total (6,67 m). É armado em sloop, construído em fibra de vidro, com quilha em chumbo e mastreação em alumínio. Tem uma pequena cabine que acomoda até 4 pessoas.
Foi projetado pelo americano Gary Mull em meados da década de 1970, e seu protótipo participou da Mini-Ton Cup de 1977.
Foi inicialmente construído nos Estados Unidos pela Ranger Yachts. Cerca de 250 barcos foram fabricados entre 1977 e 1979. Após a venda dos moldes para o Brasil, foi fabricado pelo (hoje extinto) estaleiro Mariner Construções Náuticas, de Porto Alegre (RS). Foram construídos cerca de 150 barcos no Brasil, todos pelo mesmo estaleiro, entre 1979 e 1989.
A Associação Brasileira da Classe Ranger 22' foi formada em 1981, originalmente com flotilhas no Rio de Janeiro, Santos (SP) e Porto Alegre (RS). Atualmente há flotilhas organizadas competindo como monotipo no Rio de Janeiro, Niterói e Brasília, e barcos competindo na classe Oceano em São Paulo, Ubatuba, Angra dos Reis, Porto Alegre, Salvador, Vitória, Recife e outras localidades espalhadas pela costa brasileira.
No ano de 2014 Santos voltou a ter sua flotilha reconhecida em assembleia nacional e o Campeonato Paulista deverá ser reativado a partir de 2015.
Anualmente são organizados pela Classe Ranger 22':
- Campeonato Brasileiro (desde 1981, ininterruptamente)
- Campeonato Estadual (no RJ e DF)
- Campeonato Centro-Brasileiro (alternado entre RJ e DF)
- Regata Carlos Alberto de Brito (ICRJ)
- Regata Francisco Mendes (pernoite na Ilha de Paquetá, RJ)
- Regata Tacarijú Thomé de Paula (Regata de Encerramento de atividades da Classe, realizada pelo ICJG)

A Classe também participa ativamente nas regatas organizadas pela Federação de Vela do Estado do Rio de Janeiro e pela Federação Náutica de Brasília.